# Brachystephanus densiflorus
Brachystephanus densiflorus là một loài thực vật có hoa trong họ Ô rô. Loài này được E.Figueiredo mô tả khoa học đầu tiên năm 1996.